# آزادی پانوراما

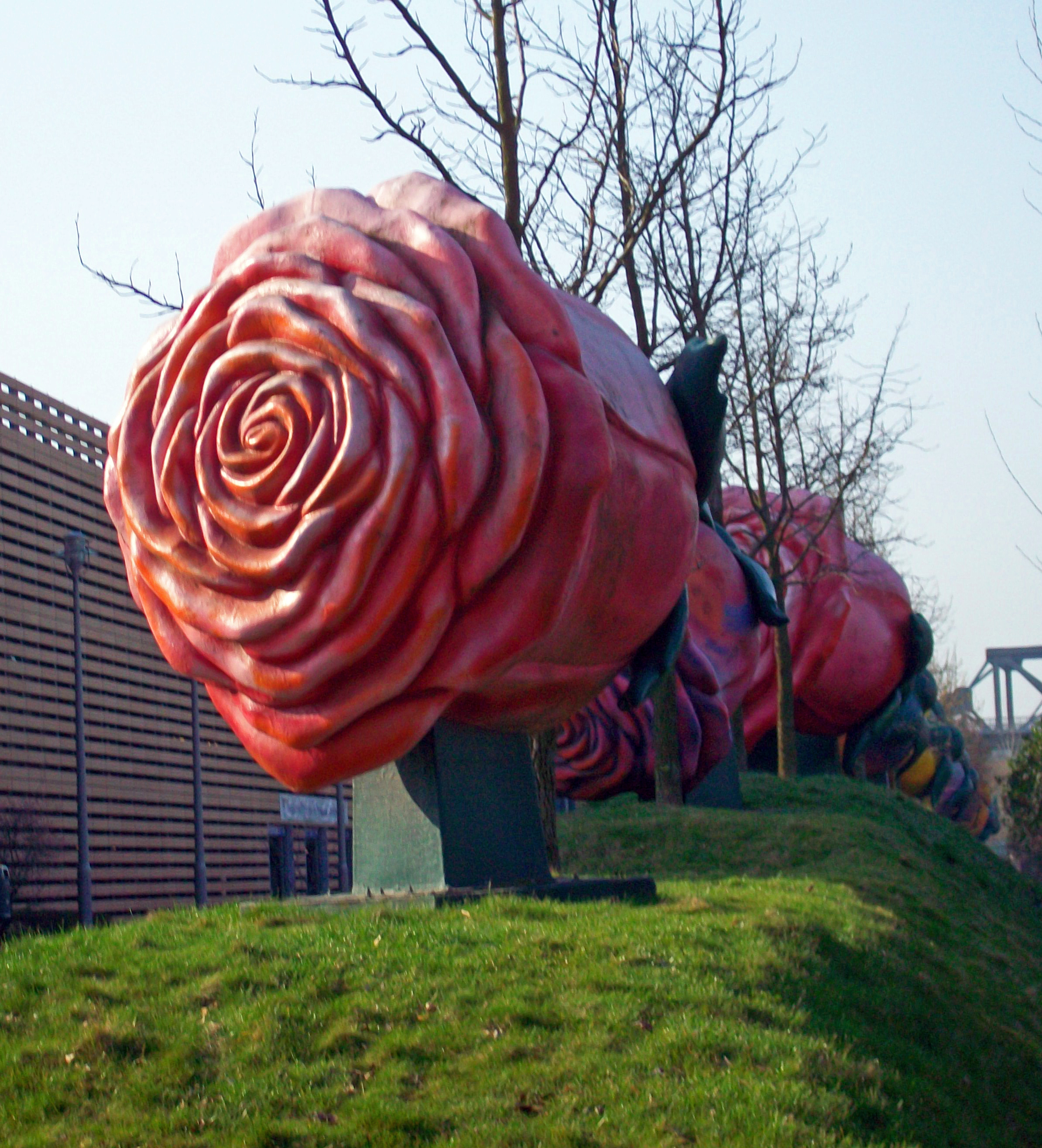
تصویری از مجسمه‌های سرگئی الکساندر دات، هیملس بلومن، ۲۰۰۳، گلیسدریک، برلین، که بر اساس آزادی مقررات پانوراما در قانون حق چاپ آلمان منتشر شده‌است

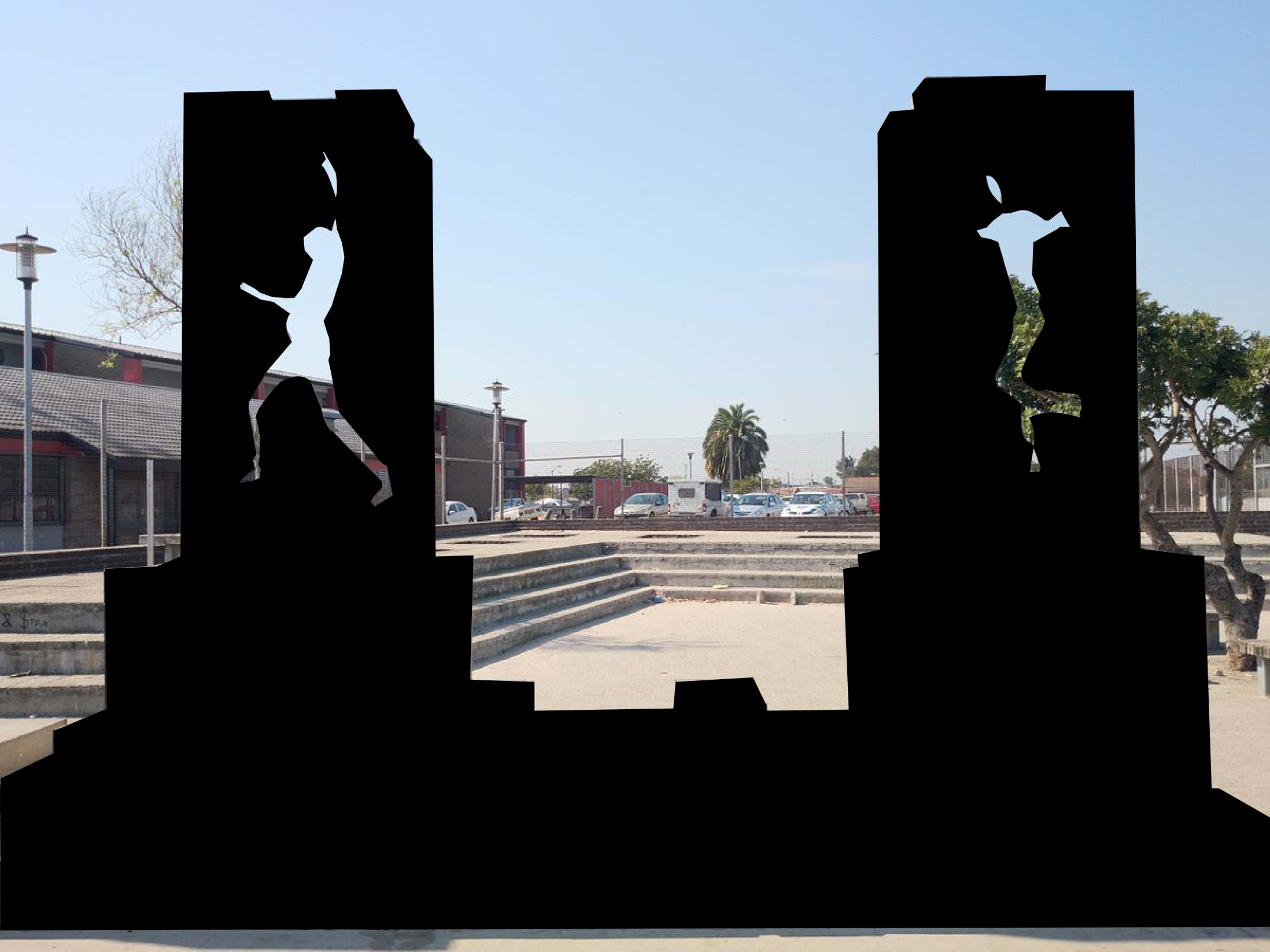
در آفریقای جنوبی، هیچ آزادی پانوراما وجود ندارد. تفسیر دقیق از قانون حق چاپ، به این معنی است که اشیاء دارای حق چاپ، مانند این مجسمه، باید سانسور شوند.

آزادی پانوراما (به انگلیسی: freedom of panorama) اشاره دارد به بخشی از قانون حق تکثیر آلمان (به آلمانی: panoramafreiheit) که اجازه می‌دهد از آثاری (مانند ساختمان) که به‌طور دائمی در اماکن عمومی قرار گرفته‌اند، عکس‌برداری یا تصویرسازی (مانند نقاشی) کرد و بدون نقض حق تکثیر احتمالی آن آثار، آن را منتشر کرد.

## آزادی پانوراما در سایر نقاط جهان

آزادی پانوراما در کشورهای اروپا. (از دیدگاه ویکی‌انبار)
آزاد، شامل فضاهای داخلی عمومی
آزاد
آزاد، تنها برای ساختمانها
آزاد نیست
نامعلوم

بخش مشابهی در قانون حق تکثیر بسیاری از کشورها وجود دارد که با محدود کردن قانون حق تکثیر اجازه عکس‌برداری آزادانه از آثار در اماکن عمومی را می‌دهد. البته این قانون در کشورهای مختلف متفاوت است، بعضی کشورها آزادی پانوراما را به نمای خارجی ساختمان‌ها محدود می‌کنند در حالی که در بعضی از کشورها آزادی پانوراما شامل نماهای داخلی عمومی نیز می‌شود (مانند بریتانیا) و در بعضی از کشورها (مانند ایتالیا) چنین اجازه‌ای وجود ندارد.

آزادی پانوراما در سراسر جهان برای تصاویر استفاده شده با اهداف تجاری

### ایران
در قانون حق تکثیر ایران استثنائی برای آزادی عکس‌برداری یا تصویرسازی آثاری که به‌طور دائمی در اماکن عمومی قرار گرفته‌اند وجود ندارد و این گونه تصویرسازی‌ها مشمول قانون حمایت حقوق مؤلفان و مصنفان و هنرمندان می‌شود.

## اماکن عمومی
تعریف اماکن عمومی نیز در کشورهای مختلف متفاوت است، در بیشتر کشورها اماکن عمومی تنها شامل فضاهای خارجی می‌شود در حالی که در بعضی از کشورها این شامل فضاهای داخلی مانند موزه‌های عمومی نیز می‌شود.